# ノケモノと花嫁
『ノケモノと花嫁』（ノケモノとはなよめ）は、『少女革命ウテナ』の幾原邦彦が執筆する、ティーンズ向けのファッション雑誌『KERA』2006年2月号から2007年9月号にて連載されていたロリータハードボイルド小説である（「第1部」と位置付けられている）。同誌では2007年9月号から「第2部」として『ノケモノと花嫁 THE MANGA』というタイトルの漫画版も連載。2010年、中村が急病により執筆活動を休止したことにより本作も休止となり、2011年5月号より連載を再開。雑誌休刊となった2017年6月号よりあとは、ウェブサイト『KERA STYLE』で同年5月16日から6月16日まで連載し、その後、新章『ノケモノと花嫁+』（ノケモノとはなよめクロス）としてデンシバーズ（現在のcomicブースト）で2018年8月31日から隔月で2020年4月3日まで連載、単行本は以前からの通巻で発売され完結した。イラストと漫画は中村明日美子。ファッションは映画『下妻物語』の衣装協力を手がけた「BABY, THE STARS SHINE BRIGHT」。
2022年5月より、『ノケモノと花嫁 完全版』が刊行され、カバーには中村の描きおろしたイラストが使用されている。

## エピソード
- 本作を執筆する際に幾原は『少女革命ウテナ』の制作集団「ビーパパス」以来の新たな制作集団「クリエーターズ・モイ」を結成するが、未だに詳細は明らかにされていない。
- 物語のテーマは虐待・近親相姦・トラウマで、中村曰く「暗い話」だという[6]。
- 漫画化の際、幾原は中村に「小説が明るい衣を纏った感じで」「小説通りにしなくて全然かまわない」とリクエストしたという[6]。

## ストーリー
世羅ヒツジと羽熊塚イタルが駆け落ちをした。二人は運命の恋人同士であった。しかし、二人には世界の破滅を孕む過酷な運命が仕組まれていた。

## 登場人物
世羅ヒツジ（せら ヒツジ）
おだんご頭の美少女。未成年。髪の毛はピンク色（小説版のイラストでは、回によって様々に変色する）。常に明るくポジティブ。
クマのイタルとは婚約中で、物語序盤で彼と駆け落ちするが、エイジと晶午に捕まって「燃えるキリン」の保護下におかれ、記憶が混乱してイタルのことを忘れてしまう。後にキグルミの中から現れたイタルの本当の姿を見たことで記憶を取り戻した。大人だけを死滅させるウイルスの検体である。
羽熊塚イタル（はぐまづか イタル）
縫い目のある謎のクマのキグルミ。ヒツジとカケオチ中も、「燃えるキリン」に追われ、ヒツジと離ればなれに。現在はまろにえ&みゆたんと行動をともにする。ストーリー後半で本当の姿が判明。本当の姿は全身つぎはぎだらけの少年で、カラダ（実体）がないらしい。
小説版のイラストでは手しか描かれていなかった。暗い地下室で、生きているうちに愛されなかった子供たちの死体を火葬していたところ、ヒツジと出会う。今まで愛されたことのなかったイタルはヒツジを愛するようになる。学生時代、ギンに「麒麟塚イタル（きりんづか いたる）」と名乗っていた。
兎河ギン（とがわ ギン）
通称ウサギ。活動中は正装としてウサギの着ぐるみに身を包む車椅子に乗った優雅な少年。通り過ぎただけで女性が惚れてしまうほどの美少年。コドモの集団「燃えるキリン」の幹部。ヒツジの持つウイルスを利用し、オトナたちを殺そうと企む。イタルに執着している。
学生時代にアリスやイタルと出会う。ギンの母親は映画女優であったが、ギンを産んだために家庭にはいってしまった上に、夫に浮気され、心を病んでしまう。そのため、息子のギンに酷い虐待をくわえていた。母親に手足を切り落とされて監禁されてしまい、見舞いに来たアリスが母親に殺されそうになった為、咄嗟に母親を殺害する。
栗鼠野アリス（りすの アリス）
いつもギンの側にいる、身の回りの世話をするメイド姿の少女。クールな性格。ギンに好意があるが、ギン以外の者には冷たく接する。エイジをマシンガンで瀕死状態にさせた。学生時代、名字は「有栖川」と名乗っていた。裁縫は苦手。容姿がヒツジによく似ている。
謎の神父
ヒツジとイタルが結婚式を挙げようとして訪れた教会の神父。長身の美男子だが、実はロリコン嗜好の趣味の持ち主。ヒツジを連れ去りいたずらしようとしたが失敗し、警官隊の襲撃によりハチノスにされ死亡。
まろにえ & みゆたん
あるときは謎の神父の教会で告解（犯した罪について、悔い改め、司祭に告白すること）を、あるときはナース姿でイタルをボンドで治療し、またある時はガールズユニット「魔女リカ魔女ルカ」にと多彩な活動をする。目的は不明で、いつも2人で行動している。やふぉくで怪しいものを売るのが趣味。半ば興味本位でイタルに協力する。（他の仲間を含む）自分たちをDQのパーティーに準えている。小説版に教会に登場した一人の少女をモデルにしている。
市橋マリエ（いちはし マリエ） / まろにえ
髪の毛は黒で長髪。姉御肌な性格。イタルに何らかの感情を持っている様子。
大倉ミユ（おおくら みゆ） / みゆたん
髪の色は金に近い茶色で短髪。ゆるふわな性格。突如何の伏線もなくトナカイと結婚し、イタルに突っ込まれる。

世羅晶午（せら しょうご）
ヒツジの父で、髪の毛はヒツジと同じピンク色。科学者。大人でありながらコドモの集団「燃えるキリン」に所属しているが、理由は不明。自分を見下した社会を恨んでいる。また、娘のヒツジを異常なほどに可愛がる。ヒツジとイタルを監視し、ヒツジをイタルから引き離そうと追っていた。現在はヒツジと行動をともにしている。
世羅真珠（せら しんじゅ）
ヒツジの母。本編において既に亡くなっている。世界一の美女と称される。
狼森エイジ（いぬもり エイジ）
小柄で吊り目。無口な少年で、甘い物が好き。世羅晶午と一緒に行動している。ギンより、ヒツジとイタルの確保の特命をうけ、ヒツジとイタルを追っていた。晶午とともに行動し、ヒツジの確保に成功。再度、イタルの確保に行動を開始。父親に虐待され、殺された過去を持つ。
トナカイ
「燃えるキリン」幹部。ギンに不審を抱きイタル・まろにえ・みゆたんと協力関係を築く。後に（フラグの描写無しで）みゆたんと結婚する。ギンによって「燃えるキリン」の業火で処刑された。
顔のモデルは原作者・幾原である。
徳大寺零介（とくだいじ れいすけ）
警視庁公安部の警部。ヒツジを追っている。晶午とは大学の同級生だった。晶午が真珠を殺したのではないかと考えている。
世羅羊子（せら ようこ）
物語終盤に登場。ストレートのロングヘアの少女。裁縫が得意。「ヒツジ」「クマ」「アリス」のぬいぐるみを作る。現実世界では昏睡状態となっている。

## 設定・用語
燃えるキリン
コドモに仇なす大人に対抗するために作られた、コドモだけの組織。幹部の正装は動物のキグルミだが、エイジはあまり正装しない。各部隊の代表者が出席する「お茶会」と呼ばれる会議の多数決をもって、組織の行動を決定する。
燃えるキリンの血
燃えるキリンに所属するコドモに流れる血で、大人に対する憎悪でできている。この血が流れる者は燃えるキリンの業火でしか殺すことができない。

## 書誌情報

### 漫画
- 幾原邦彦（原作）・中村明日美子（漫画）『ノケモノと花嫁 THE MANGA』インデックス・コミュニケーションズ（1 - 3巻）→モール・オブ・ティーヴィー（4 - 5巻）→幻冬舎コミックス（6 - 8巻）、全8巻
  1. 2009年12月14日発売[1]、ISBN 978-4757305984
  2. 2011年6月[7]25日発売、ISBN 978-4-7573-0606-6
  3. 2012年6月20日発売、ISBN 978-4-7573-0607-3
  4. 2014年12月10日発売、ISBN 978-4-908158-01-8
  5. 2016年5月20日発売、ISBN 978-4-908158-08-7
  6. 2018年1月25日発売[8][9]、ISBN 978-4-344-84145-1
  7. 2018年4月26日発売[10]、ISBN 978-4-344-84222-9
  8. 2020年9月16日発売[11]、ISBN 978-4-344-84718-7
- 幾原邦彦（原作）・中村明日美子（漫画）『ノケモノと花嫁 完全版』幻冬舎コミックス〈バーズコミックス スペシャル〉、全4巻
  1. 2022年5月24日発売[5][12]、ISBN 978-4-344-85039-2
  2. 2022年6月23日発売[5][13]、ISBN 978-4-344-85060-6
  3. 2022年7月23日発売[5][14]、ISBN 978-4-344-85072-9
  4. 2022年8月24日発売[5][15]、ISBN 978-4-344-85078-1
    - スペシャルエディション（同日発売[16]）、ISBN 978-4-344-85079-8